# MásMóvil
MásMóvil est une entreprise espagnole de télécommunications fondée le 19 février 2006 par Meinrad Spenger et Christian Nyborg.

## Histoire
En 2014, MásMóvil fusionne avec Ibercom, un opérateur téléphonique espagnol spécialisé sur le marché des entreprises.
En 2015, MásMóvil récupère une partie du réseau fibre de Jazztel, à la suite de l'acquisition de ce dernier par Orange.
En 2016, MásMóvil acquiert la participation de 76,6 % de Telia dans l'opérateur mobile Yoigo pour 479 millions d'euros.
En juin 2020, MásMóvil est acheté par un consortium de fonds d'investissement incluant KKR, Cinven et Providence pour 2,96 milliards d'euros.
En mars 2021, MásMóvil annonce l'acquisition d'Euskaltel pour 2 milliards d'euros.
En juillet 2022, Orange Espagne annonce la fusion de ses activités avec MasMovil, créant une nouvelle entité à part égale ayant une capitalisation de 18,6 milliards d'euros.
Le 20 février 2024, la Commission européenne permet la fusion espagnole avec Orange pour 18,6 milliards d’euros.